# Falowiec

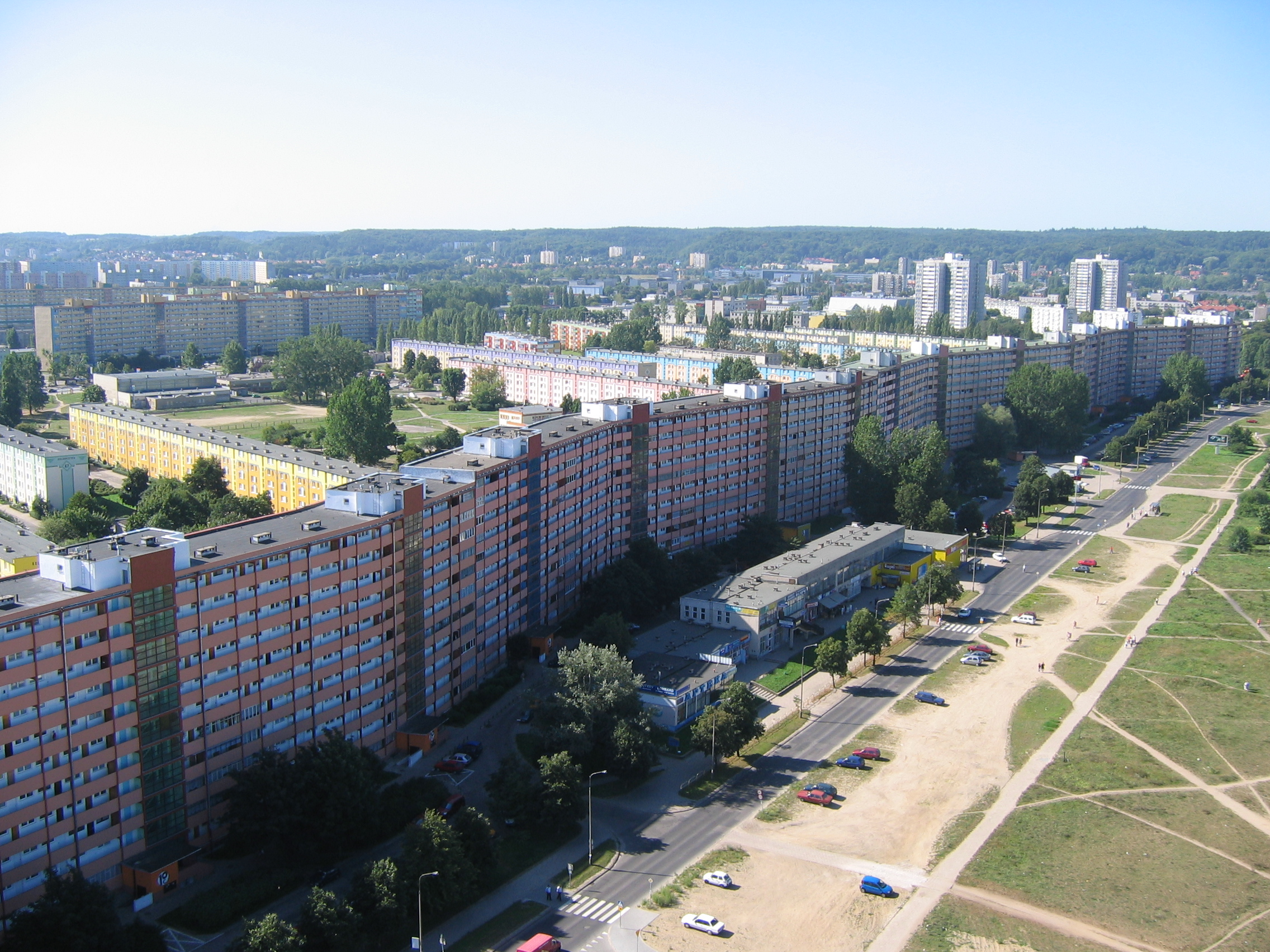
Falowiec in Danzig

Als Falowiec bezeichnet man einen Plattenbautyp, der in Danzig achtmal realisiert wurde. Es handelt sich um sehr lang gestreckte Wohnhäuser mit wellenförmigem Grundriss. Der Name ist abgeleitet von fala, dem polnischen Wort für Welle.

## Geschichte und Architektur
Die Gebäude wurden in den späten 1960er und in den 1970er Jahren im Rahmen eines großen Bauprogramms errichtet, um dem zunehmenden Wohnungsmangel in Polen entgegenzuwirken. Insgesamt wurden sieben dieser Gebäude im Danziger Stadtteil Przymorze und eines in Nowy Port (Neufahrwasser) gebaut.
Eine architektonische Besonderheit ist, dass sämtliche Wohnungen nicht vom Treppenhaus, sondern über Laubengänge betreten werden, die auch die Küchenfenster enthalten. Die Laubengänge waren ursprünglich durchgängig begehbar, wurden später jedoch aus Sicherheitsgründen mit zusätzlichen Türen ausgestattet oder zugemauert. Jeder Treppenaufgang verfügt über einen Personenaufzug, jedes zweite Treppenhaus über einen zusätzlichen größeren Lastenaufzug.
Der längste Falowiec steht in der Satellitensiedlung Przymorze an der Straße ul. Obrońców Wybrzeża. Er wurde von 1970 bis 1973 nach Plänen von Tadeusz Różański, Danuta Olędzka und Janusz Morek errichtet. Er besitzt mit elf Stockwerken eine Höhe von etwa 30 Meter und setzt sich aus vier Segmenten mit jeweils vier Aufgängen für jeweils etwa 110 Wohnungen zusammen. Er war für 6.000 Bewohner konzipiert. Die einzelnen Abschnitte bilden miteinander Winkel von etwa 165°. Der gesamte Grundriss ist bogenförmig. Die Wohnungen sind durchschnittlich 40 m² groß, gegenüberliegende Zimmerwände sind nicht immer parallel, und die Balkons sind trapezförmig. Die ursprüngliche Fassade aus nacktem Beton wurde nach 1989 mit farbigen Wärmedämmplatten verkleidet. Das Gebäude gilt mit einer Länge von 850 Metern nach dem Karl-Marx-Hof in Wien (1.100 Meter) und dem Corviale in Rom (980 Meter) als das drittlängste Wohnhaus Europas.